# Hammel (plaats)
Hammel is een plaats in de Deense regio Midden-Jutland, gemeente Favrskov, en telt 6479 inwoners (2007).
Het is ook de geboorteplaats van de oudste nog rijdende auto ter wereld, genaamd... Hammel.

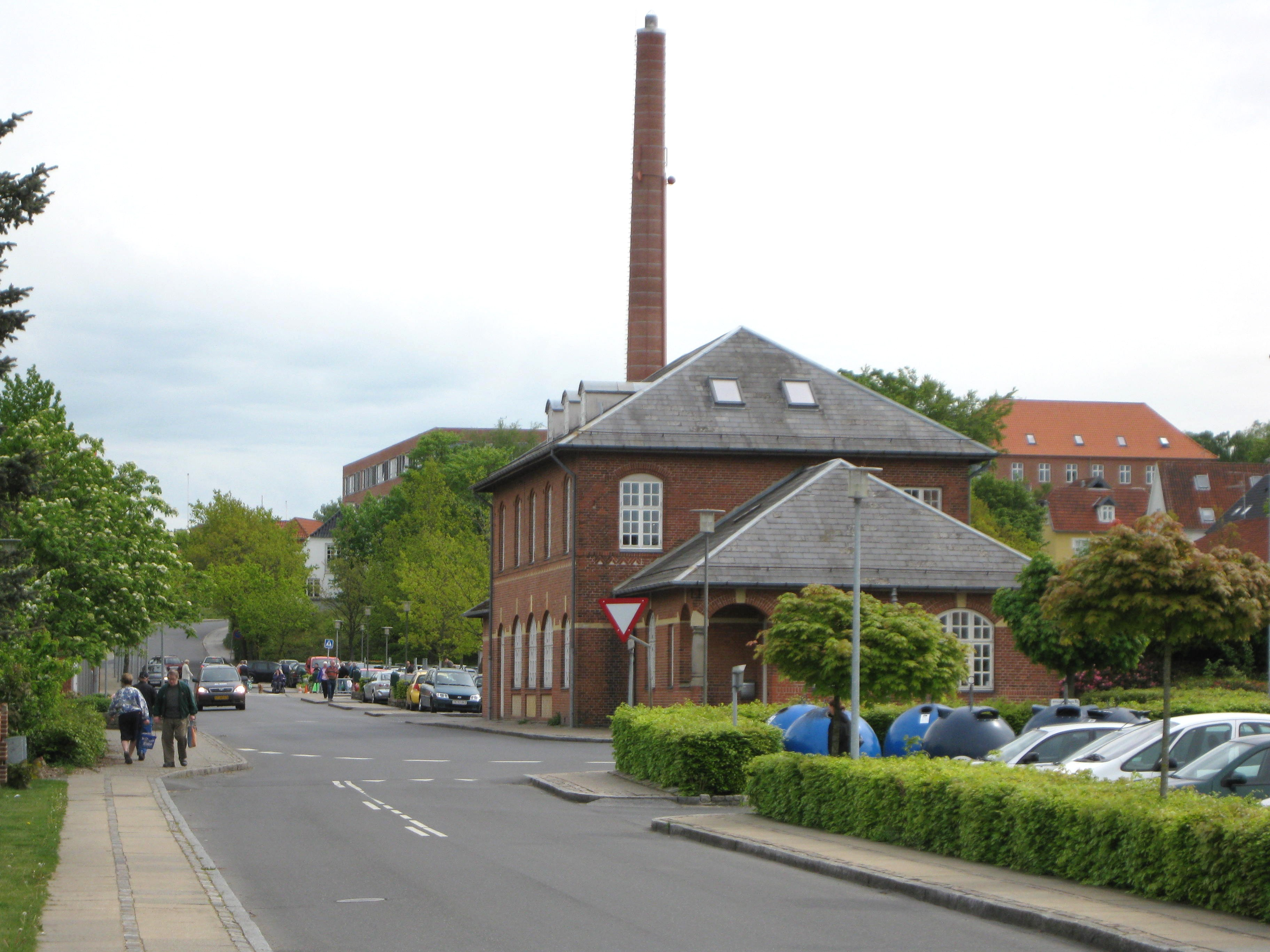
Station
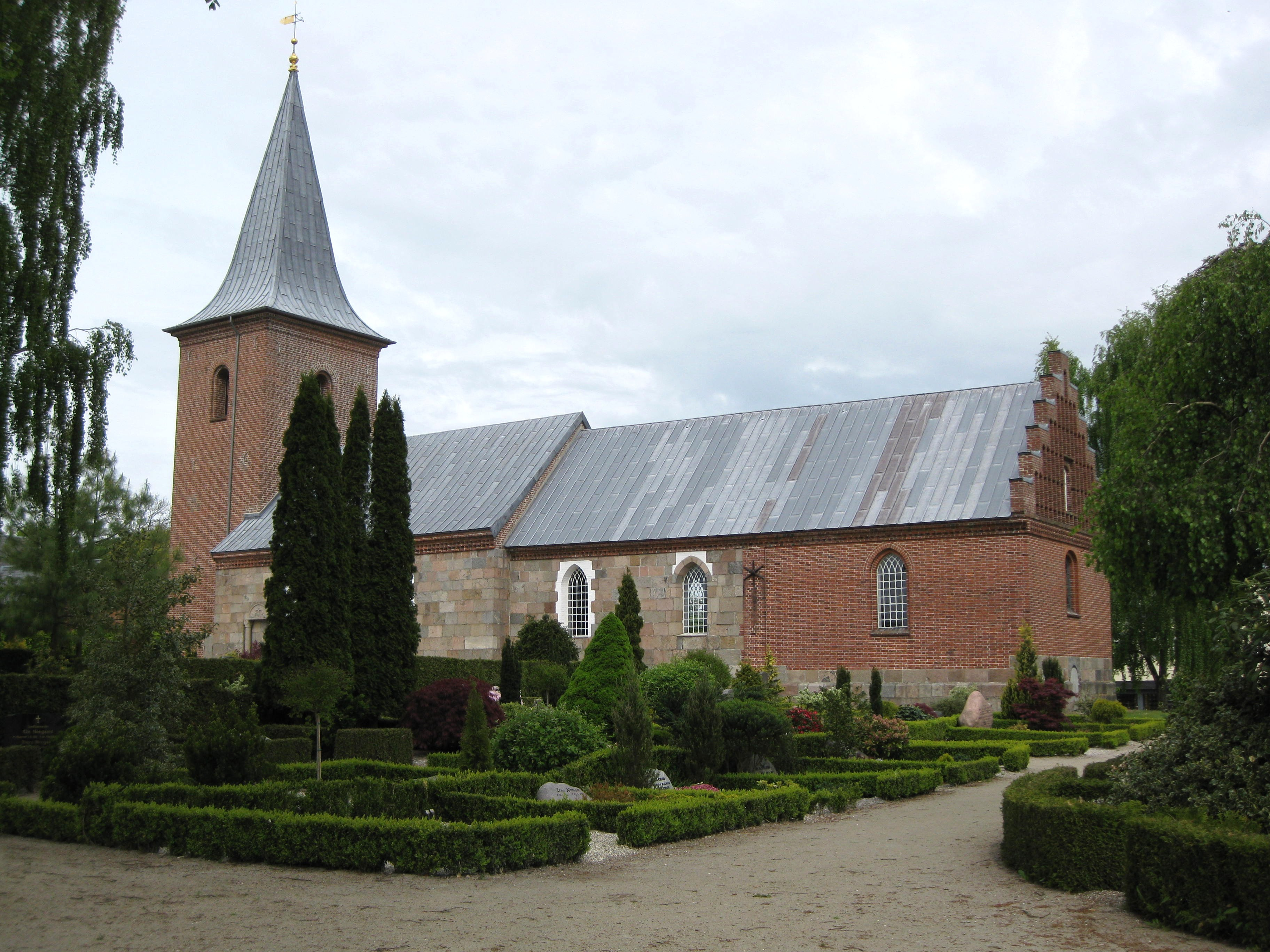
Kerk van Hammel

## Voormalige gemeente
Hammel was tot 1 januari 2007 een gemeente met een oppervlakte van 143,7 km². De gemeente telde 10.830 inwoners waarvan 5377 mannen en 5453 vrouwen (cijfers 2005).
Bij de herindeling is Hammel opgegaan in de nieuwe gemeente Favrskov.

## Geboren
- Chris Anker Sørensen (1984-2021), wielrenner